# Темнохвостый плоскоклювый мухоед
Темнохвостый плоскоклювый мухоед (лат. Ramphotrigon fuscicauda) — вид воробьиных птиц из семейства тиранновых. Подвидов не выделяют.

## Распространение
Обитают на части территории Колумбии, Боливии, Эквадора (редко и локально), сопредельной территории Бразилии, Перу.

## Описание
Длина тела 15,5 см. Окраска оперения сверху оливково-зелёная, а снизу жёлтая, с узкой желтой «бровью», размытыми оливковыми прожилками на горле и груди, тусклыми хвостом и крыльями; крылья также имеют рыжие перемычки-«эполеты». Радужная оболочка тёмно-коричневая, клюв чёрный с розоватым основанием.

## Биология
Преимущественно насекомоядны, но детали рациона неизвестны. В одном описанном гнезде было обнаружено два яйца.